# Leopold Pilichowski

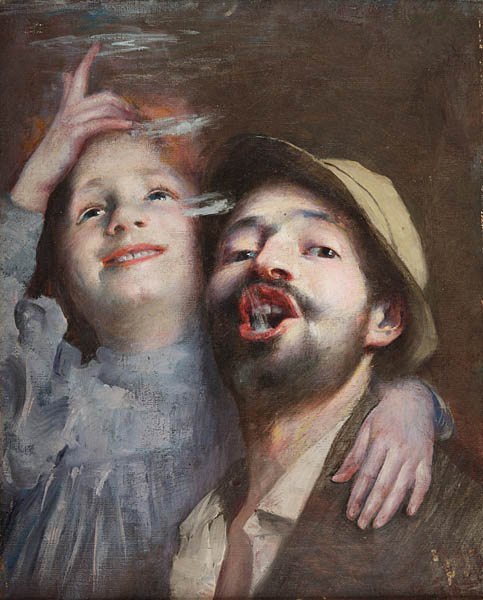
Zauberkünstler

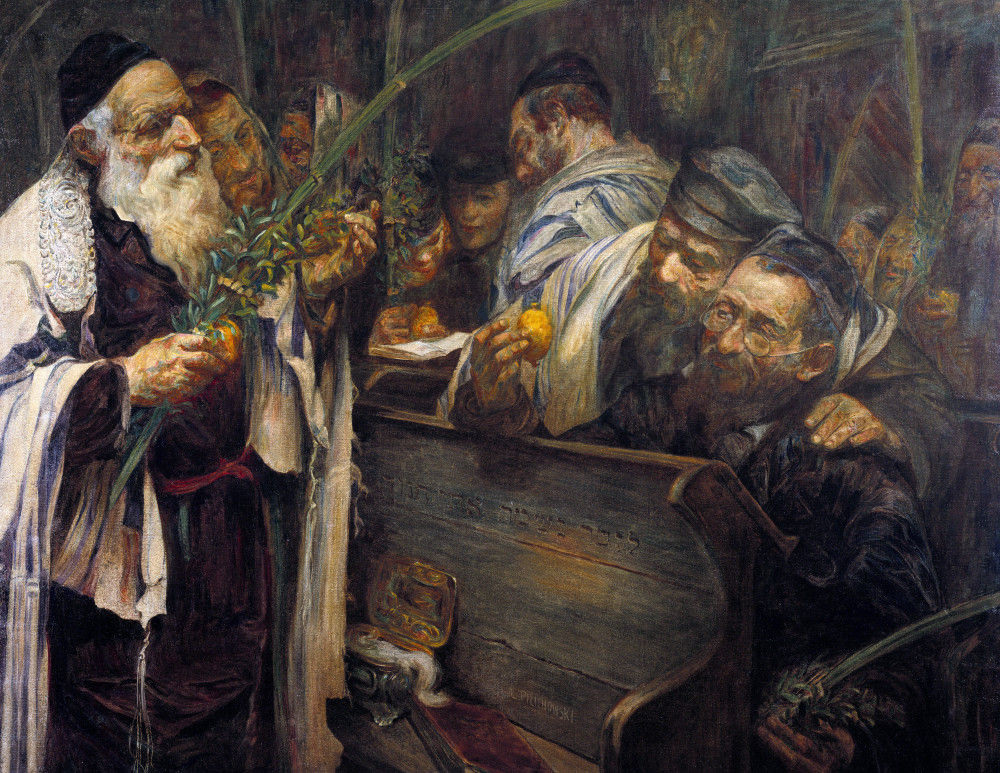
Sukkot, 1894/95 Jüdisches Museum, New York

Leopold Pilichowski (* 23. März 1869 in Schneidemühl; † 28. Juli 1934 in London) war ein polnischer Genremaler jüdischer Abstammung.
Er begann seine malerische Ausbildung bei seinem Verwandten Samuel Hirszenberg in Łódź. Danach studierte er Malerei 1886 in Warschau bei Wojciech Gerson, ab dem 18. April 1888 an der Königlichen Akademie der Bildenden Künste in München bei Otto Seitz und Simon Hollósy und an der Pariser Académie Julian.
Im Jahre 1894 hatte er seine erste Einzelausstellung in Łódź. Im Jahre 1904 ging er nach Paris und 1914 ließ er sich mit seiner Frau Lena Pillico und vier kleinen Kindern in London nieder. Er besuchte 1925 Palästina anlässlich der Eröffnung der Hebräischen Universität in Jerusalem. 1926 wurde er zum Vorsitzenden der Ben Uri Art Society gewählt. Pilichowski starb 1934 in London.
Leopold Pilichowskis Werke waren dem Leben der jüdischen Bevölkerung in Osteuropa gewidmet. Er schloss sich der zionistischen Bewegung an. Seine Werke sind im Nationalmuseum in Krakau, im Museum der Stadt Łódź (Muzeum Miasta Łodzi) sowie im Jüdischen Museum New York ausgestellt.